# Aphelocoma
Aphelocoma Cabanis, 1851 è un genere di uccelli passeriformi della famiglia dei Corvidi.

## Etimologia

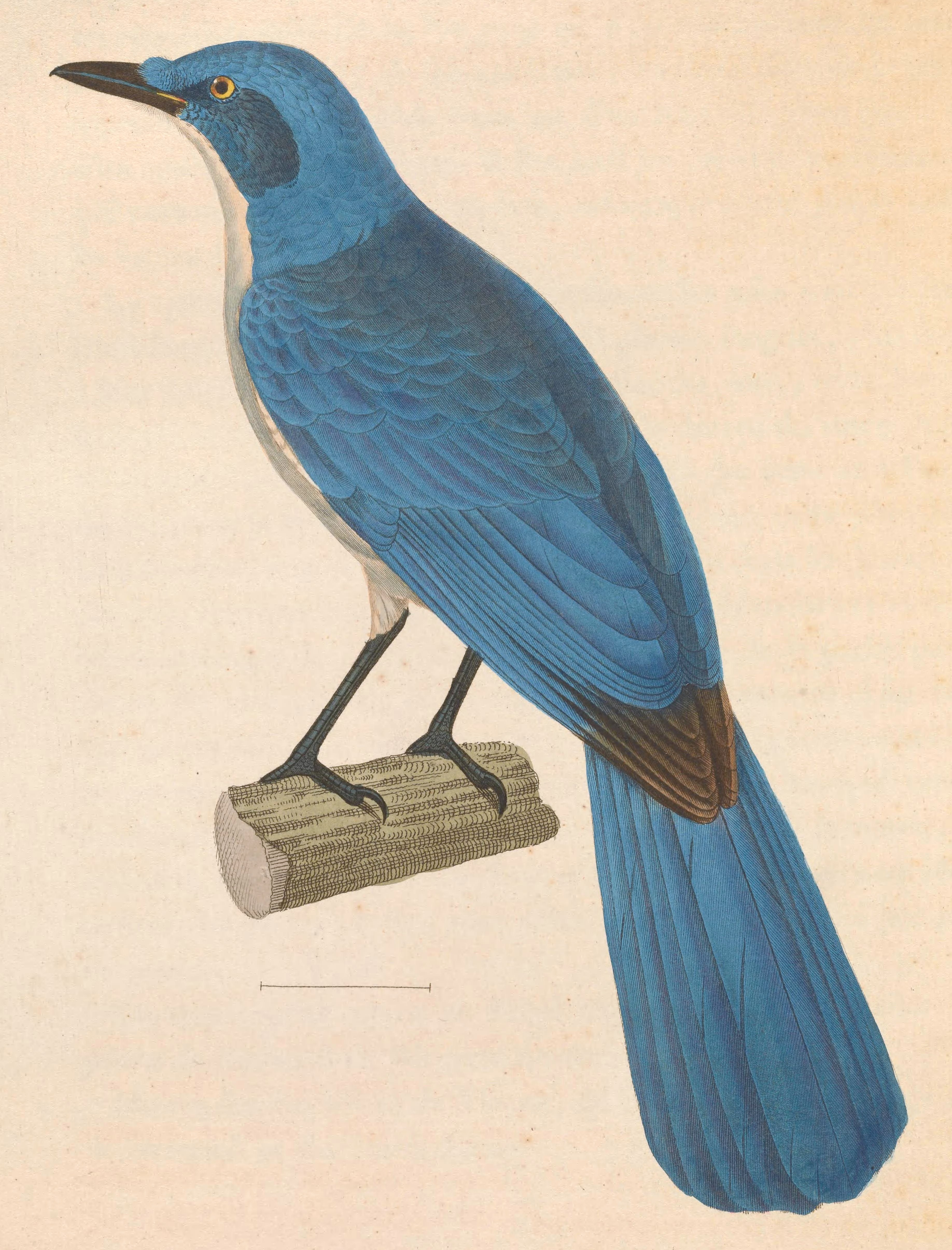
A. coerulescens.

Il nome scientifico del genere, Aphelocoma, deriva dall'unione delle parole greche αφελης (aphelēs, "liscio" o "semplice") e κομη (komē, "chioma"), col significato di "dai capelli lisci", in riferimento all'assenza in questo genere di una cresta erettile e di penne striate o maculate.

## Descrizione
Al genere vengono ascritte specie di medie dimensioni (26-32 cm di lunghezza), dall'aspetto massiccio, munite di grossa testa squadrata, becco piuttosto corto e conico, ali digitate, forti zampe e lunga coda (quasi la metà del totale) dall'estremità squadrata.
Il piumaggio varia da specie a specie, ma è sempre caratterizzato da un'ampia diffusione dell'azzurro e del blu iridescente, con tendenza a scurirsi sulla faccia (dove non di rado è presente una mascherina), sulle ali e sulla coda ed a schiarirsi su petto e ventre (che in alcune specie sono del tutto bianchi).

## Biologia
Al genere vengono ascritti uccelli che possono essere osservati da soli, in coppie o in gruppetti familiari, i quali passano la maggior parte della giornata alla ricerca di cibo (principalmente ghiande e pinoli, ma anche una gran varietà di alimenti sia di origine vegetale che animale) fra i rami di cespugli ed alberi, non di rado scendendo al suolo per reperirlo.
Si tratta di uccelli monogami, che cominciano a riprodursi molto in anticipo rispetto ad altri uccelli, deponendo in alcuni casi già verso la metà di gennaio: ciò è reso possibile dalle abbondanti provviste di cibo che le varie specie accumulano in vari punti del proprio territorio durante il periodo caldo, similmente a quanto osservabile in numerose specie di corvidi.

I due sessi collaborano durante tutte le fasi dell'evento riproduttivo, dalla costruzione del nido alla cova ed all'allevamento della prole: quest'ultima è assistita anche da altri individui esterni alla coppia, in genere giovani provenienti da covate precedenti che non si sono riprodotti. A prescindere dall'appartenenza o meno a un gruppo, lo stimolo parentale è indotto dall'aumento dei livelli di prolattina nel sangue.

## Distribuzione e habitat
Il genere Aphelocoma ha diffusione neartica: la maggior parte delle specie popola le aree boschive miste (a prevalenza di querce, pini e ginepri) delle montagne del Messico, tuttavia questi uccelli si spingono a nord fino all'Oregon e a sud fino alla foresta pluviale tropicale del Nicaragua, con una specie isolata in Florida.

## Tassonomia

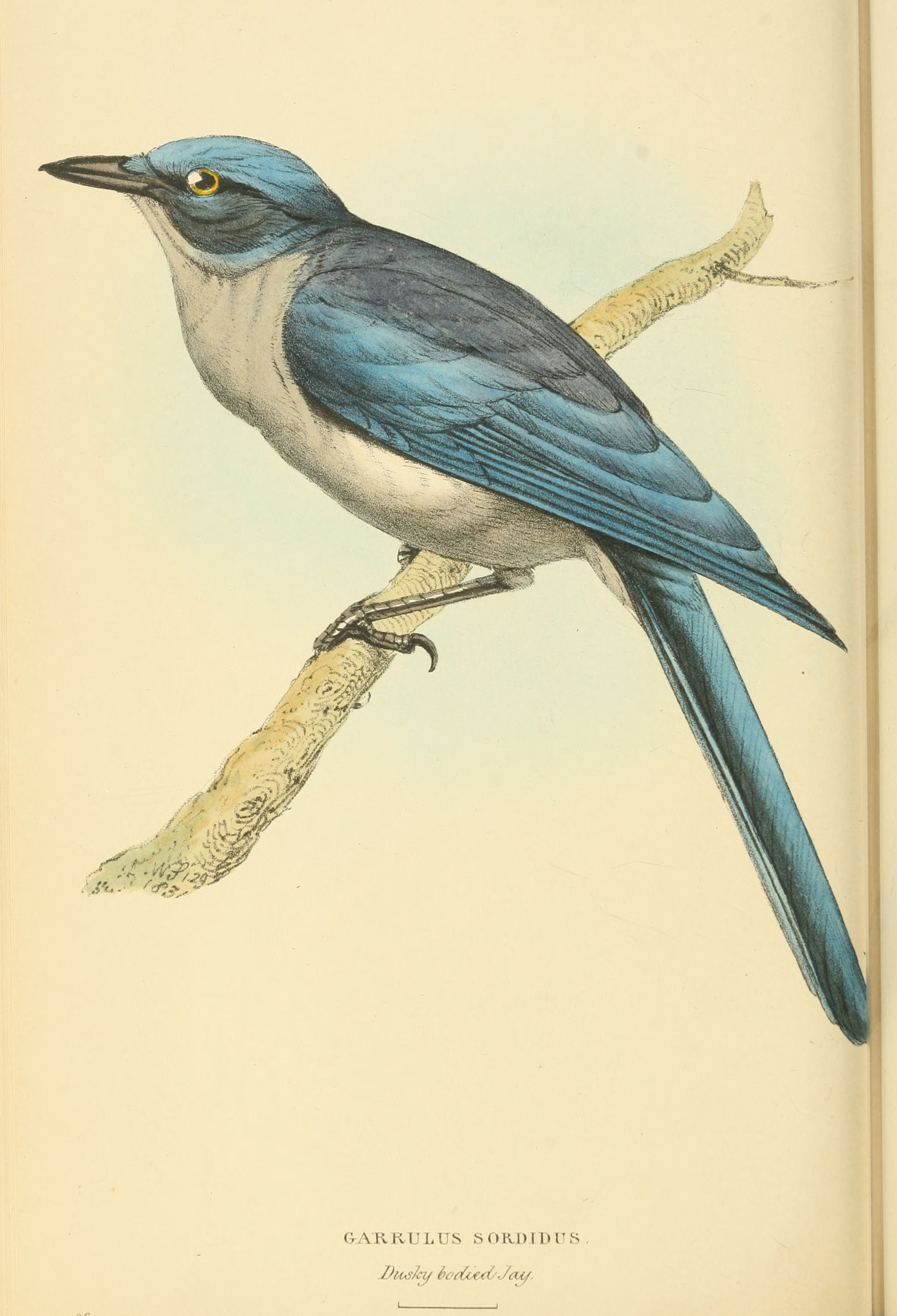
A. ultramarina.

Al genere vengono ascritte 7 specie:
- Genere Aphelocoma
  - Aphelocoma wollweberi Kaup, 1855 - ghiandaia messicana
  - Aphelocoma ultramarina (Bonaparte, 1825) - ghiandaia dei vulcani
  - Aphelocoma unicolor (Du Bus de Gisignies, 1847) - ghiandaia unicolore
  - Aphelocoma californica (Vigors, 1839) - ghiandaia occidentale
  - Aphelocoma woodhouseii (Baird, 1858) - ghiandaia di Woodhouse
  - Aphelocoma insularis Henshaw, 1886 - ghiandaia di Santa Cruz
  - Aphelocoma coerulescens (Bosc, 1795) - ghiandaia della Florida

La sistematica interna del genere è ancora lungi dall'essere chiarita del tutto: esso pare essersi originato in Messico durante il tardo Pliocene e differenziato per radiazione adattativa durante il Pleistocene, con le specie californica, insularis e woodhouseei (in passato considerate sottospecie di un'unica specie) originatesi per allopatria in seguito alla formazione del Gran Bacino, formando un clade fratello rispetto alla specie coerulescens, che si sta evolvendo in isolamento da almeno due milioni di anni. Allo stesso modo, anche le specie wollweberi ed ultramarina sono state divise, e per lo stesso motivo potrebbero essere elevate al rango di specie a sé stanti anche altre popolazioni attualmente considerate delle sottospecie.
Nell'ambito della famiglia dei corvidi, il genere Aphelocoma rimane basale rispetto al clade Gymnorhinus/Cyanocitta.